# Prix Edogawa-Ranpo
Le prix Edogawa-Ranpo (江戸川乱歩賞, Edogawa Ranpo Shō), nommé d'après Edogawa Ranpo, est un prix littéraire japonais décerné tous les ans depuis 1955 à un roman policier par le Mystery Writers of Japan.
Bien que son nom est semblable au prix Edgar-Allan-Poe décerné tous les ans par les Mystery Writers of America, le prix Edogawa Ranpo n'est pas l'homologue du prix Edgar. Poe et Rampo sont deux auteurs distincts. Le pseudonyme d'Edogawa Ranpo est cependant un hommage appuyé à Edgar Poe (il s'agit de la prononciation japonaise approximative d'"Edgar Allan Poe") d'où le risque de confusion.
L'homologue japonais du prix Edgar-Allan-Poe est le prix des auteurs japonais de romans policiers, qui honore le meilleur roman policier et la meilleure œuvre critique/biographique publiés l'année précédente.
Le prix Edogawa Ranpo est un prix du roman policier à l'adresse de quiconque désire faire publier un roman, que la personne ait ou non déjà été publiée. Il est parrainé par la maison d'édition Kōdansha et Fuji Television. Non seulement le roman couronné - qui est sélectionné parmi plus de 300 titres - est-il publié par Kōdansha, mais le lauréat reçoit également un prix de 10 000 000 yen. 
Les membres du comité de sélection pour l'édition 2012 du prix étaient Natsuo Kirino, Natsuhiko Kyōgoku, Ira Ishida, Bin Konno (ja) et Keigo Higashino, actuel président du Mystery Writers of Japan.
Pour la 70ème édition en 2024, les deux vainqueurs ont reçu un prix de 2 500 000 yens chacun ainsi qu'un buste à l'éfigie d'Edogawa Ranpo conçu pour l'occasion.

## Lauréats
Les premier et deuxième prix Edogawa Ranpo ne couronnent pas des romans policiers mais constituent une récompense donnée aux personnes qui ont apporté une contribution exceptionnelle au genre. 
|    | Année       | Lauréat                              | Titre récompensé                                                                        | Traduction française               |
| -- | ----------- | ------------------------------------ | --------------------------------------------------------------------------------------- | ---------------------------------- |
| 1  | 1955        | Kawatarō Nakajima                    | Biographical and bibliographical dictionary of detective fiction                        |                                    |
| 2  | 1956        | Hayakawa Publishing Corporation (ja) | Publication de Hayakawa Pocket Mystery Books (ja)                                       |                                    |
| 3  | 1957        | Etsuko Niki (ja)                     | 猫は知っていた (Neko-wa Shitteita)                                                      |                                    |
| 4  | 1958        | Kyo Takigawa (ja)                    | 濡れた心 (Nureta Kokoro)                                                                |                                    |
| 5  | 1959        | Fumiko Shinshō (ja)                  | 危険な関係 (Kikenna Kankei)                                                             |                                    |
| 6  | 1960        |                                      | Prix non décerné                                                                        |                                    |
| 7  | 1961        | Chin Shunshin                        | 枯草の根 (Karekusa-no Ne)                                                               |                                    |
| 8  | 1962        | Sen Saga (ja)                        | 華やかな死体 (Hanayakana Shitai)                                                        |                                    |
| 8  | 1962        | Masako Togawa                        | 大いなる幻影 (Oinaru Gen'ei)                                                            |                                    |
| 9  | 1963        | Shota Fujimura (ja)                  | 孤独なアスファルト (Kodokuna Asufaruto)                                                 |                                    |
| 10 | 1964        | Noboru Saito (ja)                    | 蟻の木の下で (Ari-no Ki-no Shita-de)                                                    |                                    |
| 11 | 1965        | Kyōtarō Nishimura                    | 天使の傷痕 (Tenshi-no Shokon)                                                           |                                    |
| 12 | 1966        | Sakae Saitō                          | 殺人の棋譜 (Satsujin-no Kifu)                                                           |                                    |
| 13 | 1967        | Eisuke Kaito (ja)                    | 伯林 一八八八年 (Berurin 1888nen)                                                       |                                    |
| 14 | 1968        |                                      | Prix non décerné                                                                        |                                    |
| 15 | 1969        | Seiichi Morimura                     | 高層の死角 (Koso-no Shikaku)                                                            |                                    |
| 16 | 1970        | Yotaro Otani (ja)                    | 殺意の演奏 (Satsui-no Enso)                                                             |                                    |
| 17 | 1971        |                                      | Prix non décerné                                                                        |                                    |
| 18 | 1972        | Shunzo Waku (ja)                     | 仮面法廷 (Kamen Hotei)                                                                  |                                    |
| 19 | 1973        | Hajime Komine (ja)                   | アルキメデスは手を汚さない (Arukimedesu-wa Te-o Yogosanai)                              |                                    |
| 20 | 1974        | Kyuzo Kobayashi (ja)                 | 暗黒告知 (Ankoku Kokuchi)                                                               |                                    |
| 21 | 1975        | Keisuke Kusaka (ja)                  | 蝶たちは今… (Cho-tachi-wa Ima)                                                          |                                    |
| 22 | 1976        | Ro Tomono (ja)                       | 五十万年の死角 (Gojumannen-no Shikaku)                                                  |                                    |
| 23 | 1977        | Sen Fujimoto (ja)                    | 時をきざむ潮 (Toki-o Kizamu Shio)                                                       |                                    |
| 23 | 1977        | Tatsuo Kaji (ja)                     | 透明な季節 (Tomeina Kisetsu)                                                            |                                    |
| 24 | 1978        | Kaoru Kurimoto                       | ぼくらの時代 (Bokura-no Jidai)                                                          |                                    |
| 25 | 1979        | Yoshio Takayanagi (ja)               | プラハからの道化たち (Puraha-kara-no Doke-tachi)                                        |                                    |
| 26 | 1980        | Motohiko Izawa                       | 猿丸幻視行 (Sarumaru Genshi-ko)                                                         |                                    |
| 27 | 1981        | Akira Nagai (ja)                     | 原子炉の蟹 (Genshiro-no Kani)                                                           |                                    |
| 28 | 1982        | Fumihiko Nakatsu (ja)                | 黄金流砂 (Ogon Ryusa)                                                                   |                                    |
| 28 | 1982        | Futari Okajima (ja)                  | 焦茶色のパステル (Kogecha-iro-no Pasuteru)                                              |                                    |
| 29 | 1983        | Katsuhiko Takahashi                  | 写楽殺人事件 (Sharaku Satsujin Jiken)                                                   |                                    |
| 30 | 1984        | Kanako Torii (ja)                    | 天女の末裔 (Tennyo-no Matsuei)                                                          |                                    |
| 31 | 1985        | Keigo Higashino                      | 放課後 (Hokago)                                                                         |                                    |
| 31 | 1985        | Masahiro Mori (ja)                   | モーツァルトは子守唄を歌わない (Motsaruto-wa Komoriuta-o Utawanai)                      |                                    |
| 32 | 1986        | Yoko Yamazaki (ja)                   | 花園の迷宮 (Hanazono-no Meikyu)                                                         |                                    |
| 33 | 1987        | Toshihiro Ishii (ja)                 | 風のターンロード (Kaze-no Tanrodo)                                                      |                                    |
| 34 | 1988        | Kōichi Sakamoto (ja)                 | 白色の残像 (Hakushoku-no Zanzo)                                                         |                                    |
| 35 | 1989        | Shukei Nagasaka (ja)                 | 浅草エノケン一座の嵐 (Asakusa Enoken Ichiza-no Arashi)                                  |                                    |
| 36 | 1990        | Yoichi Abe (ja)                      | フェニックスの弔鐘 (Fenikkusu-no Chosho)                                                |                                    |
| 36 | 1990        | Ryo Toba (ja)                        | 剣の道殺人事件 (Ken-no-michi Satsujin Jiken)                                            |                                    |
| 37 | 1991        | Sho Narumi (ja)                      | ナイトダンサー (Naito Dansa)                                                            |                                    |
| 37 | 1991        | Yuichi Shimpo (ja)                   | 連鎖 (Rensa)                                                                            |                                    |
| 38 | 1992        | Yaichiro Kawada (ja)                 | 白く長い廊下 (Shiroku Nagai Roka)                                                       |                                    |
| 39 | 1993        | Natsuo Kirino                        | 顔に降りかかる雨 (Kao-ni Furikakaru Ame)                                                |                                    |
| 40 | 1994        | Hiroyuki Nakajima (ja)               | 検察捜査 (Kensatsu Sosa)                                                                |                                    |
| 41 | 1995        | Iori Fujiwara (ja)                   | テロリストのパラソル (Terorisuto-no Parasoru)                                           |                                    |
| 42 | 1996        | Yoko Watanabe (ja)                   | 左手に告げるなかれ (Hidarite-ni Tsugeru Nakare)                                         |                                    |
| 43 | 1997        | Hisashi Nozawa                       | 破線のマリス (Hasen-no Marisu)                                                          |                                    |
| 44 | 1998        | Harutoshi Fukui (ja)                 | Twelve Y. O. (Tuerubu Wai O)                                                            |                                    |
| 44 | 1998        | Jun Ikeido (ja)                      | 果つる底なき (Hatsuru Soko Naki)                                                        |                                    |
| 45 | 1999        | Takeshi Shinno (ja)                  | 八月のマルクス (Hachigatsu-no marukusu)                                                 |                                    |
| 46 | 2000        | Urio Shudō (ja)                      | 脳男 (No otoko)                                                                         |                                    |
| 47 | 2001        | Kazuaki Takano                       | 13階段 (Jusan kaidan)                                                                   | Treize marches, Presses de la Cité |
| 48 | 2002        | Akihiro Miura (ja)                   | 滅びのモノクローム (Horobi-no monokuromu)                                               |                                    |
| 49 | 2003        | Mihiro Akai (ja)                     | 翳りゆく夏 (Kageriyuku natsu)                                                           |                                    |
| 49 | 2003        | Kyōsuke Shiranui (ja)                | マッチメイク (Matchi meiku)                                                             |                                    |
| 50 | 2004        | Yūsuke Kamiyama (ja)                 | カタコンベ (Katakonbe)                                                                  |                                    |
| 51 | 2005        | Gaku Yakumaru (ja)                   | 天使のナイフ (Tenshi-no naifu)                                                          |                                    |
| 52 | 2006        | Ran Hayase (ja)                      | 三年坂 火の夢 (Sannen-zaka hi-no yume)                                                  |                                    |
| 52 | 2006        | Ren Kaburagi (ja)                    | 東京ダモイ (Tokyo damoi)                                                                |                                    |
| 53 | 2007        | Keisuke Sone (ja)                    | 沈底魚 (Chintei-gyo)                                                                    |                                    |
| 54 | 2008        | Kan Shōda (ja)                       | 誘拐児 (Yukai-ji)                                                                       |                                    |
| 54 | 2008        | Hiromi Sueura (ja)                   | 訣別の森 (Ketsubetsu-no mori)                                                           |                                    |
| 55 | 2009        | Takefumi Endō (ja)                   | プリズン・トリック (Purizun Torikku)                                                    |                                    |
| 56 | 2010        | Dai Yokozeki (ja)                    | 再会 (Saikai)                                                                           |                                    |
| 57 | 2011        | Nanao Kawase (ja)                    | よろずのことに気をつけよ (Yorozu no koto ni ki o tsukeyo)                               |                                    |
| 57 | 2011        | Mayumi Kumura (ja)                   | 完盗オンサイト (Kantō onsaito)                                                          |                                    |
| 58 | 2012        | Fumio Takano (ja)                    | カラマーゾフの妹 (Karamāzofu no imōto)                                                  |                                    |
| 59 | 2013        | Yūsuke Takeyoshi (ja)                | 襲名犯 (Shūmei-han)                                                                     |                                    |
| 60 | 2014        | Atsushi Shimomura (ja)               | 闇に香る嘘 (Yami ni kaoru uso)                                                          |                                    |
| 61 | 2015        | Katsuhiro Go (ja)                    | 道徳の時間 (Dotoku no jikan)                                                            |                                    |
| 62 | 2016        | Kiwamu Satō (ja)                     | QJKJQ                                                                                   |                                    |
| 63 | non décerné | non décerné                          | non décerné                                                                             |                                    |
| 64 | 2018        | Eiichi Saitō (ja)                    | 到達不能極 (Totatsufunokioku)                                                           |                                    |
| 65 | 2019        | Kazumi Shingo                        | ノワールをまとう女 (Nowāru o matō onna)                                                 |                                    |
| 66 | 2020        | Sano Hiromi                          | わたしが消える (Watashi ga kieru)                                                       |                                    |
| 67 | 2021        | Fuseo Miki Momono Zappa (ja)         | センパーファイ —常に忠誠を— (Sempā fai –sune ni chūsei o–) 老虎残夢 (Rōkozanmu)         |                                    |
| 68 | 2022        | Akane Araki                          | 此の世の果ての殺人 (Konoyo no Hate no Satsujin)                                         |                                    |
| 69 | 2023        | Kōjirō Mimami                        | 蒼天の鳥 (sōten no tori)                                                                |                                    |
| 70 | 2024        | Shimotsuki Ryū Eitarō Hino           | 遊廓島心中譚 (yūkakujima shinjū gatari) Fake muscle (フェイク・マッスル, feiku massuru) |                                    |

## Finalistes notables
- 18e (1972) - Misa Yamamura, La Ronde noire (黒の環状線, Kuro no Kanjosen?) (Éditions Philippe Picquier, 1999)  (ISBN 978-2877303774)
- 26e (1980) - Soji Shimada, Tokyo Zodiac Murders (占星術殺人事件, Sensei-jutsu Satsujin Jiken?) (Rivages thriller, 2010)  (ISBN 978-2743620486)

## Source de la traduction
- (en) Cet article est partiellement ou en totalité issu de l’article de Wikipédia en anglais intitulé « Edogawa Rampo Award » (voir la liste des auteurs).

- (ja) Cet article est partiellement ou en totalité issu de l’article de Wikipédia en japonais intitulé « 江戸川乱歩賞 » (voir la liste des auteurs).

1. ↑  Fukue, Nastuko, "Literary awards run spectrum", Japan Times, 14 février 2012, p. 3.
2. ↑  (ja) Kodansha, « 第 70 回（令和 6 年度）江戸川乱歩賞決定のお知らせ »,‎ 10 mai 2024